# La máscara de los Borgia
La máscara de los Borgia (Bride of Vengeance) es una película de 1949 dirigida por Mitchell Leisen.
Es una película estadounidense de drama y aventuras históricas protagonizada por Paulette Goddard, John Lund y Macdonald Carey. Está ambientado en la Italia renacentista del siglo XVI sobre las aventuras de la familia Borgia.

## Trama
César Borgia teje una vendetta contra Alfonso I d'Este, que se negó a apoyarlo en sus objetivos expansionistas sobre la República de Venecia; por tanto, hace creer a su hermana Lucrecia que él es el responsable de la muerte de su marido Alfonso de Aragón. Cuando Lucrecia descubre la verdad, se alía con Alfonso d'Este, que se ha convertido en su marido, y ataca a las tropas de los Borgia.

## Producción
La película, dirigida por Mitchell Leisen sobre un guion de Michael Hogan y Cyril Hume y, para algunos diálogos adicionales, por Clemence Dane sobre una historia del propio Hogan, fue producida por Richard Maibaum y rodada en Paramount Studios en Hollywood, Los Ángeles, California, del 1 de septiembre al 22 de octubre de 1948. El título provisional era A Mask for Lucretia. Ray Milland había sido elegido como Alfonso I d'Este, pero lo rechazó.

## Banda sonora
- Give My Love - escrito por Jay Livingston, Ray Evans y Troy Sanders
- The Wine of Old Giuseppe - escrito por Jay Livingston, Ray Evans y Troy Sanders
- The Nightingale and the Rose - música por Victor Young, palabras de Clemence Dane

## Distribución
La película fue estrenada bajo el título Bride of Vengeance en los Estados Unidos desde el 7 de abril de 1949 en los cines por Paramount Pictures.
Otras distribuciones:
- En Suecia el 1 de agosto de 1949 (Hämndens borg)
- En Portugal el 23 de septiembre de 1949 (Lucrécia Bórgia)
- En Francia el 28 de septiembre de 1949 (La vengeance des Borgia)
- En Finlandia el 21 de octubre de 1949 (Koston morsian)
- En Dinamarca el 14 de noviembre de 1949 (Lucretia Borgias hævn)
- En Bélgica (La vengeance des Borgia e De wraak van de Borgia's)
- En los Países Bajos (De bruid der wrake)
- En Italia (La maschera dei Borgia)
- En España (La máscara de los Borgia)
- En Grecia (Loukritia Vorgia)
- En Brasil (O Veneno dos Bórgias)